# Gregor von Bochmann
Gregor von Bochmann (1º giugno 1850 – Düsseldorf, 12 febbraio 1930) è stato un pittore tedesco.

## Biografia

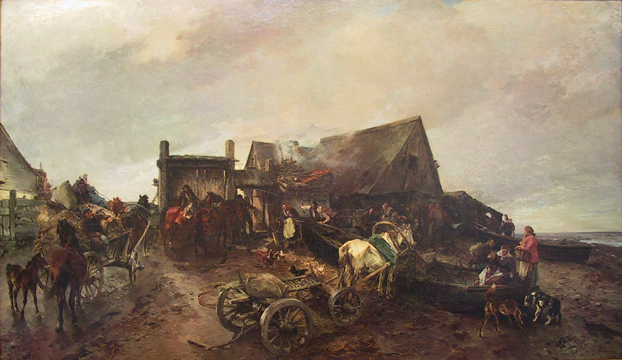
Gregor von Bochmann: Alter Fischmarkt bei Reval (antico mercato del pesce di Reval.)

Studiò inizialmente a Reval (denominata poi Tallinn), al Nicolai-Gymnasium dove grazie al suo insegnante d'arte Albert Sprengel gli venne conferita nel 1868 una sovvenzione da parte della fondazione Schiller Reval, per partecipare all'accademia d'arte di Düsseldorf. In quei tempi ebbe come maestri Oswald Achenbach e Albert Flamm.
Fece parte della scuola di pittura di Düsseldorf di Friedrich Wilhelm Schadow, sposò il 22 agosto 1877 Emilie (Milla) Poensgen (nata nel 1856), figlia di Julius Poensgen (1814–1880).